# Geografía de Tabasco
El estado mexicano de Tabasco tiene una superficie de 24 578 km², lo que representa el 1,3% de la superficie del país, ubicándose la entidad en el 24.º lugar en superficie. La entidad se halla entre los 17°15′ y 18°39′ de latitud norte, y los 91°0′ y 94°17′ de longitud oeste; desde los llanos costeros hasta las no
as de Chiapas; lo atraviesan numerosos ríos, algunos de gran caudal como el Usumacinta y otros más pequeños como el Puyacatengo, también posee numerosos cuerpos de agua estancada. Su clima es tropical, caracterizado por ser caluroso y con abundantes precipitaciones. Debido a lo anterior, Tabasco posee una gran diversidad de ecosistemas y una vasta riqueza natural.

## Orografía

### Fisiografía

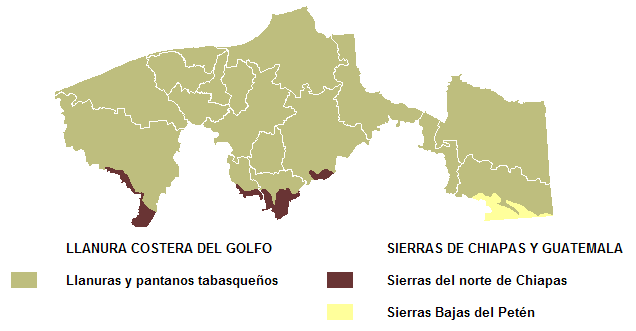
Provincias y subprovincias fisiográficas de Tabasco.

La mayor parte del territorio tabasqueño se extiende sobre la provincia fisiográfica mexicana llamada Llanura Costera del Golfo, específicamente, sobre la planicie formada por los sedimentos aluviales depositados por la gran cantidad de ríos que atraviesan el estado para desembocar en el Golfo de México. El 95.57% de la superficie estatal se incluye dentro de esta región, formando la subprovincia de las Llanuras y Pantanos Tabasqueños.
Una pequeña porción, en la parte meridional del estado, se encuentra en la provincia de las sierras de Chiapas y Guatemala, a la que corresponde un relieve más accidentado, de montañas bajas, no mayores a los 1000 m s. n. m.. El 2.91% de la superficie estatal corresponde a la subprovincia de la sierra del norte de Chiapas, que forma parte de la Sierra Madre del Sur, y que se extiende en la parte meridional de los municipios de Huimanguillo, Macuspana, Tacotalpa y Teapa formando la Sierra de Tabasco, y el 1.52% corresponde a la subprovincia de las Sierras Bajas del Petén, en el municipio de Tenosique.

### Geología
El desarrollo del territorio tabasqueño está marcado por eventos estratigráficos y estructurales de las eras Mesozoica y Cenozoica, los factores determinantes en el modelado del relieve de la entidad son el tectonismo por plegamiento y dislocación de las rocas, manifestado en las Sierras de Chiapas y Guatemala; y el relleno de cuencas marinas y lacustres, por sedimentación de material terrestre, transportado por las corrientes superficiales, que se manifiesta en la Llanura Costera.
El 76.21% de la superficie estatal está compuesta por depósitos palustres, aluviales, litorales y lacustres del período Cuaternario; correspondiendo con el desarrollo de los ambientes actuales, desde el Plioceno hasta hoy. Un 20.38% está compuesto por roca sedimentaria del período Terciario, en su mayor[[:Archivo:]] parte, en la subregión de los ríos y en el centro del estado. Una ínfima parte, en la subregión de la Sierra, la componen rocas ígneas extrusivas del Terciario. Finalmente, la parte meridional del estado presenta rocas sedimentarias del período Cretácico; que se encuentran íntegramente en la zona de las Sierras de Chiapas y Guatemala.∃∃ 
Estudios realizados por Petróleos Mexicanos, han descubierto campos gigantes de hidrocarburos en territorio tabasqueño. Las perforaciones fluctúan desde 2 700 hasta 5 500 m y se han realizado en campos productores de aceite crudo, gas y condensados. La mayor producción proviene de rocas dolomitizadas del Jurásico y Cretácico en depósitos calcáreos.

### Edafología
Los suelos de la Llanura Costera del Golfo son, en su mayor parte, de origen aluvial; la mayoría de los suelos son jóvenes, como los Gleysoles, Vertisoles, Cambisoles, Regosoles y Fluvisoles. Existen suelos más maduros, como los Acrisoles y Luvisoles. Las características del relieve de esta provincia fisiográfica dan lugar a un proceso de gleyzación, la reducción o ausencia de oxígeno, lo cual ocasiona una coloración gris azulosa o verdosa en el suelo, que corresponde al paso de hierro férrico a hierro ferroso.
Los suelos de la provincia de las Sierras de Chiapas y Guatemala son de origen residual, formados in situ, a partir de rocas sedimentarias e ígneas y de suelos aluviales. La mayor parte de los suelos de la subprovincia de las Sierras del Norte de Chiapas son suelos maduros, Acrisoles y Luvisoles y el resto son suelos jóvenes, Fluvisoles y Rendzinas; todos tienen un grado considerable de acidez debido al arrastre de nutrientes por las lluvias frecuentes. En la subprovincia de las Sierras Bajas del Petén, los suelos más importantes son Litosoles, Luvisoles, Regosoles y Gleysoles; debido al relieve de la región, el 90% de los suelos de la superficie son recientes y muy someros.

## Hidrografía

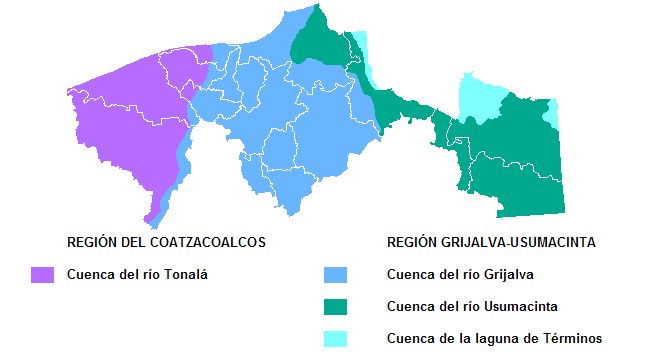
Regiones y cuencas hidrográficas de Tabasco.

Tabasco es la entidad de la República que presenta un mayor escurrimiento de agua a lo largo del año; por lo cual, en el estado se extrae menos del 1% del agua disponible al año para consumo humano; la red hidrológica de esta región es la más compleja del país, caracterizándose por entramados sinuosos de corrientes superficiales y una gran densidad de cuerpos de agua. Grandes extensiones de terreno tabasqueño son propensas a sufrir inundaciones durante los meses de crecida, presentándose numerosos cuerpos de agua intermitentes.
La mayor parte de la superficie del estado (75.22%) se localiza en la Región Hidrográfica número 30, o Región del sistema Grijalva-Usumacinta, formada por las cuencas hidrográficas del Grijalva, Usumacinta y de la Laguna de Términos; que en Tabasco ocupan el 41.45%, el 29.24% y el 4.53%. Mientras que el 24.78% restante, se encuentra dentro de la Región Hidrográfica número 29 o Región del Coatzacoalcos, formada por dos cuencas: la del Coatzacoalcos y la del Tonalá y lagunas del Carmen y la Machona; siendo esta última la única que tiene representación en el estado. Ambas regiones están consideradas como las más húmedas del país, en primer y segundo lugares, respectivamente.

### Sistemaslóticos
El río Usumacinta es el más caudaloso del país, ocupando el río Grijalva el segundo lugar a nivel nacional; este sistema incluye innumerables afluentes de mayor o menor importancia, como los ríos Carrizal, Mezcalapa, el sistema San Pedro-San Pablo; así como una gran cantidad de lagunas y lagunas costeras diseminadas por todo el territorio, que se conectan con las corrientes en época de crecida.
Los ríos Mezcalapa (Grijalva) y Usumacinta, considerados como ríos maduros, forman desembocaduras de carácter deltaico, que consisten en la bifurcación de los escurrimientos en varios canales antes de llegar al mar. Esto ha dado lugar a la formación de un gran número de marismas, pantanos y lagunetas de fondos someros, los cuales están interconectados por una cantidad considerable de canales que drenan hacia dichas formaciones o hacia los brazos activos del río Mezcalapa, según la época del año.
El volumen medio anual descargado por el sistema Grijalva-Usumacinta al Golfo de México es de 125 mil millones de metros cúbicos; esta cifra representa el 35% del escurrimiento acuífero del país.
Algunos caudales importantes en la región del Coatzacoalcos, son los ríos Tonalá, también llamado Tancochapa en su curso superior, el cual sirve de límite entre Tabasco y Veracruz; el río González, brazo del Mezcalapa que desemboca al Golfo por la barra de Chiltepec, en el municipio de Paraíso; y algunos ríos menores en la Chontalpa, formados por el exceso de agua acumulado en los pantanos de la zona.
La corriente principal de esta cuenca nace en la Sierra Madre de Chiapas, a 1,000 m de altitud y en la mayor parte de su recorrido sirve como límite entre Veracruz y Tabasco. Su dirección es generalmente al noroeste y es navegable en la época de crecidas en gran parte de su extensión, lo mismo que sus afluentes.

### Sistemas lénticos
Debido al amplio espectro de condiciones que abarca la clasificación de los cuerpos de agua estancada (desde lagos y lagunas hasta pantanos completamente cubiertos de vegetación), es difícil calcular la proporción del territorio tabasqueño cubierta por agua; sin embargo, se calcula que la mitad de los llanos aluviales están sumergidos en mayor o menor grado.
El sistema lagunario más importante es el de las lagunas del Carmen y la Machona, en el municipio de Cárdenas; éste comprende varias lagunas costeras de agua salobre, formadas por la acción de la Barra de Santa Anna, la barrera de playa más larga y extensa de Tabasco. En este sistema, desembocan varios ríos menores, como el Naranjeño, de caudal irregular. Los pantanos de mangle son el ecosistema predominante en las riberas de este sistema, creando nichos ecológicos importantes, especialmente para especies de aves migratorias.

## Clima

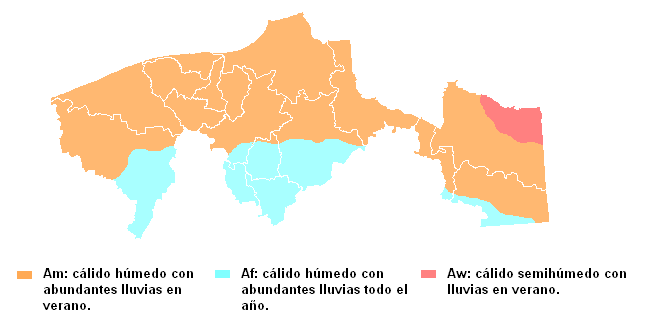
Tipos de clima de Tabasco.

Tabasco se localiza en la zona intertropical, lo que significa que los rayos del sol caen con muy poca inclinación y las estaciones del año sean poco diferenciadas. La temperatura media anual en el estado es de 33,0 °C, con una máxima media de 42 °C.
Se distinguen tres tipos de clima; el primero es el cálido húmedo con abundantes lluvias en verano (Am), que es el clima dominante en Tabasco; la temperatura media, en la mayor parte del territorio que presenta este clima, es de 26.9 °C, medida en un período de 30 años (1969-1999); el año más frío en dicho período fue 1996 con una media de 26.3 °C y el más caluroso, 1986 con 28.2 °C. El segundo es el cálido húmedo con lluvias todo el año (Af), que es el clima que presentan las selvas altas de Chiapas, Veracruz y la sierra tabasqueña; su temperatura media es de 25.9 °C, siendo el año más frío 1997 con 25.6 °C, y el más cálido, 1982 con 26.5 °C. El tercer tipo de clima es el cálido subhúmedo con lluvias en verano (Aw), que se concentra en la parte oriente de la entidad, en la zona limítrofe con el estado de Campeche; la temperatura promedio es de 27.9 °C y las temperaturas en los años más frío y más cálido, 23.0 °C y 29.0 °C, en 1989 y 1998 respectivamente.
En Tabasco llueve durante la mayor parte del año; la estación de lluvias abarca desde el mes de junio al de marzo, extendiéndose la estación seca tan solo durante abril y mayo. La precipitación media anual alcanza los 2 750,0 mm.
Los mayores vendavales ocurren en los meses de noviembre y diciembre provenientes del norte y del este, principalmente.

## Biodiversidad
Se distinguen cinco ecosistemas principales, estrechamente relacionados con los tipos de clima presentes, así como con factores hidrológicos y el relieve. La selva se halla reducida a unas cuantas hectáreas en los municipios de la Sierra y a pequeñas extensiones en el sur y oriente del estado. La sabana cubre hoy extensas áreas del estado, en los municipios de la Chontalpa y los Ríos. Los pantanos se extienden por casi todo el estado, principalmente en la región homónima. El manglar se halla a lo largo de la costa con el Golfo de México y de los sistemas lagunarios importantes. Los ecosistemas acuáticos son abundantes y se encuentran en todo el estado.
Debido a sus características hidrológicas y climáticas, Tabasco se cuenta entre los estados con mayor diversidad biológica del país. Asimismo, se distingue por un alto nivel de endemismo en las especies presentes.

### Selva

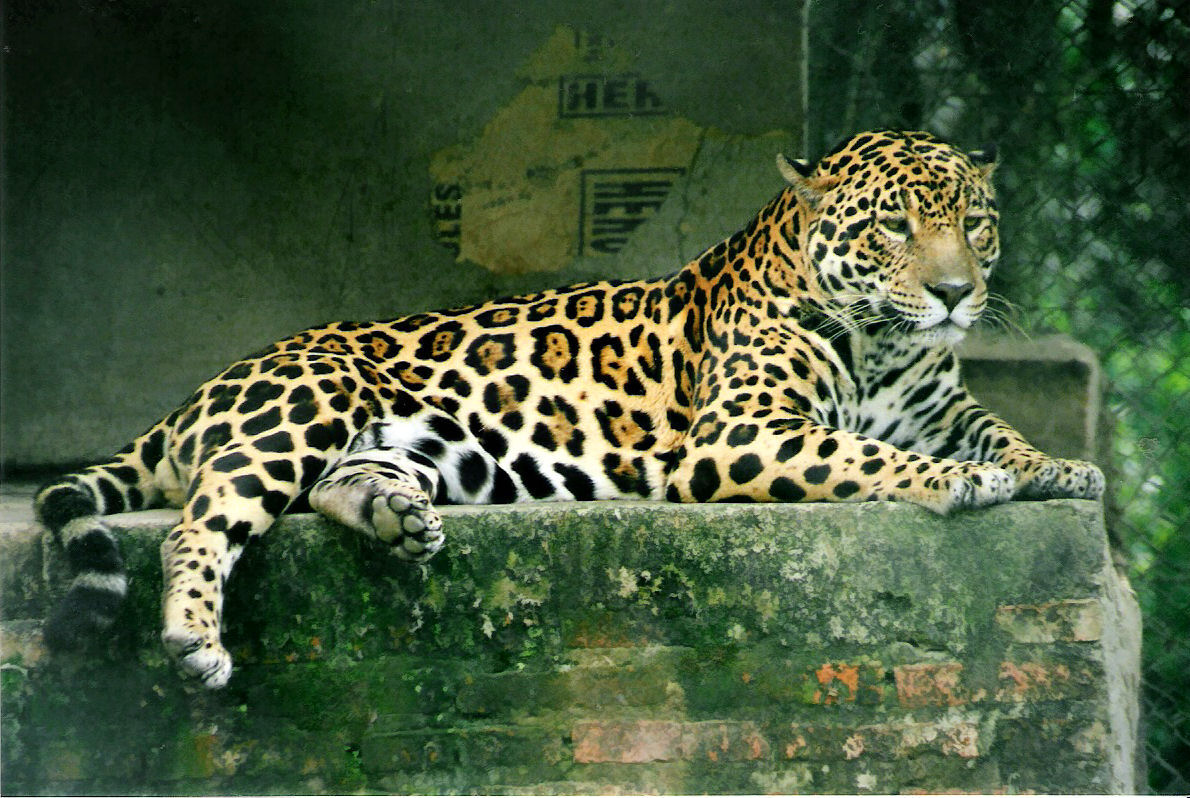
Jaguar, especie típica de la selva tabasqueña.

En las zonas húmedas y altamente lluviosas, prevalece la selva alta perennifolia, presentándose una enorme variedad de árboles maderables y de gran altura. Como es usual en los ecosistemas selváticos, en la selva tabasqueña se observa una estructura estratificada; el nivel más alto (de 35 a 50m de altura), está constituido por ejemplares altos de caoba, ceiba, cedro, ramón, palo tinto y el barí, que forman una densa cubierta superior, dominada en algunos lugares por el volador, que extiende sus racimos de flores sobre los doseles selváticos, dando a la superficie boscosa un aspecto colorido.
Por debajo de esta cubierta, se presenta un segundo nivel de árboles (de 20 a 40m de alto), compuesto por higueras de tronco grueso, árbol del hule, palmas, real y de corozo; estas últimas son muy características del estado.
El tercer nivel (7 a 15m de alto), se compone de árboles de sombra, como la cordia, la salacia y el árbol del pan. El nivel más bajo lo conforman muchas variedades de helechos, aroideas y marantáceas (calathea); dispersas al azar sobre el suelo húmedo; formando una capa muy densa y difícil de atravesar a pie.
En todos los estratos se pueden encontrar plantas trepadoras y lianas, como bromeliáceas y bignoniáceas. Numerosas especies de orquídeas y hasta una cactácea (Epiphyllum strictum) se encuentran en crecimientos epífitos en las selvas tabasqueñas.
La fauna de la selva es notable por ser abundante; en Tabasco incluye especies de mamíferos como el jaguar, el ocelote, el mono araña, mono aullador o Saraguato, cerdo salvaje o Cochimonte; especies de reptiles, como la iguana verde, boa constrictor, gecos, lagartos, y varios tipos de serpientes; aves como el tucán, guacamayas, faisán; algunos batracios y gran cantidad de insectos y otros invertebrados.
La selva alta solía cubrir casi la totalidad del estado, pero su superficie se ha visto drásticamente reducida y hoy en día queda menos del 10% de la superficie original cubierta por este ecosistema, que cubría, aproximadamente, un millón de hectáreas. Las causas principales de este fenómeno son la tala y la quema de los árboles para uso agrícola y pecuario; así como la sobreexplotación de las especies maderables.

### Sabana
La sabana tropical se presenta en las zonas de clima semihúmedo, en los llanos orientales y en terrenos dedicados a la ganadería; la mayor parte de estas tierras presenta un relieve muy plano, donde se extienden grandes campos cubiertos por herbáceas y gramíneas, con poca vegetación arbórea dispersa; la flora incluye especies como el macuilí, el guayacán, la ceiba, varias especies de palmeras, la pimienta tabasqueña o gorda, caña de azúcar, bambú, entre otros.
Los animales característicos de la sabana incluyen venados, zarigüeyas, zorros; este ecosistema presenta una estrecha relación con el de la selva, por lo que la fauna de ambos presenta grandes similitudes, diferenciándose tan solo por la abundancia de individuos, que se concentran más en las zonas de colindancia.

### Pantano

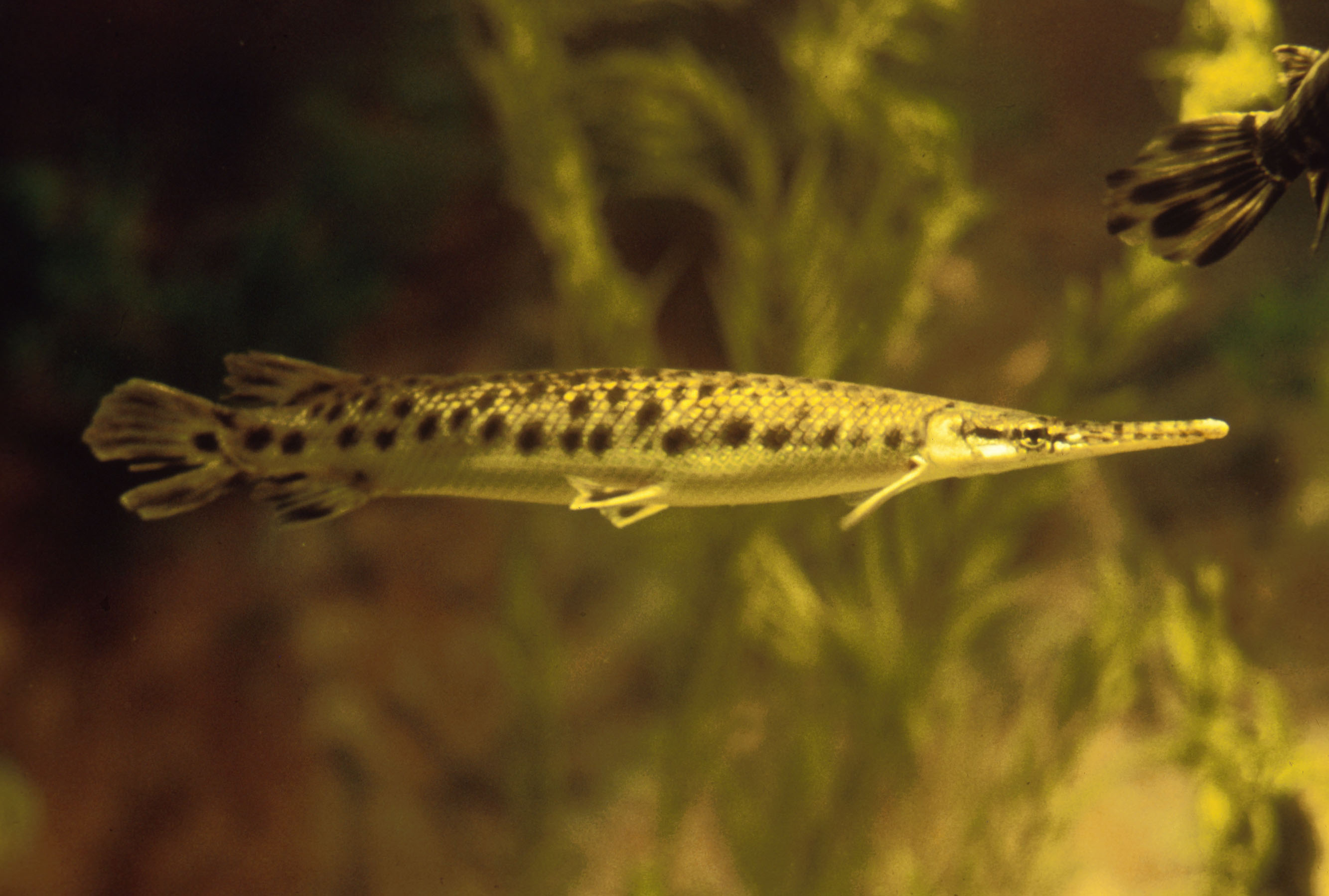
Pejelagarto, especie emblemática de Tabasco.

Las zonas pantanosas se extienden alrededor de los principales cauces y de otros cuerpos de agua permanentes; en suelos con drenaje deficiente y poco o ningún declive; prolifera la vegetación hidrófita, según cuyo tipo se diferencia este complejo ecosistema: el popal constituye casi tres cuartas partes de la superficie pantanosa, lo integran hierbas altas, como la hoja de tó, juncales altos, cola de gato, jacintos, lirios acuáticos, sargazos, entre otros. 
El mucal es un arbusto trepador leguminoso que le da nombre a otro tipo de pantano: la mucalería, que incluye, además, otros arbustos, como el pucté, el jahuacte, el anonillo y una gran cantidas de especies que sería imposible enumerar. En conjunto, en los pantanos tabasqueños, se han identificado alrededor de 260 especies vegetales; gran parte de las cuales es endémica, éstas pertenecen a 89 familias botánicas.
La fauna de los pantanos es también muy abundante; predomina la fauna acuática y anfibia, con especies de peces, como la mojarra, el bagre y el pejelagarto, símbolo de la fauna endémica de Tabasco; hay una gran variedad de reptiles; entre los que destacan los quelonios con especies locales como el pochitoque, la hicotea, guao y tres lomos; los cocodrilos y lagartos y gran variedad de serpientes. 
Entre los mamíferos destaca el manatí, que actualmente se halla amenazado, la nutria y algunas especies propias de la sabana, como el venado; entre las aves, se distinguen las aves de percha (garzas, garcetas, etc.), aves acuáticas (Anseriformes como pijijes) y algunas migratorias, como patos, gansos, zarcetas y trullos. Finalmente, entre los invertebrados, se cuenta una gran cantidad de moluscos de agua dulce y de insectos, que conforman, por mucho, el grupo animal más numeroso de los pantanos.

### Manglar
El manglar localiza en las zonas costeras, alrededor de las lagunas y esteros, y en las orillas de los ríos en los lugares cercanos a su desembocadura. Este ecosistema presenta poca diversidad en cuanto a su vegetación pues se desarrolla en lugares con agua salada y solo subsisten las especies adaptadas a este medio, como el mangle en sus variedades roja y blanca, algas y algunas hierbas resistentes.
En cuanto a la fauna, destacan las aves de percha y marinas, como la garza, el pájaro carpintero, gaviotas, pelícanos y otras aves pescadoras que anidan en las ramas del mangle. Los peces utilizan las raíces sumergidas del manglar como refugio de los depredadores; también abundan invertebrados como los cangrejos, camarones y los erizos de mar. Existen además numerosas especies de serpientes, ranas e insectos.